# Rally di Turchia 2020

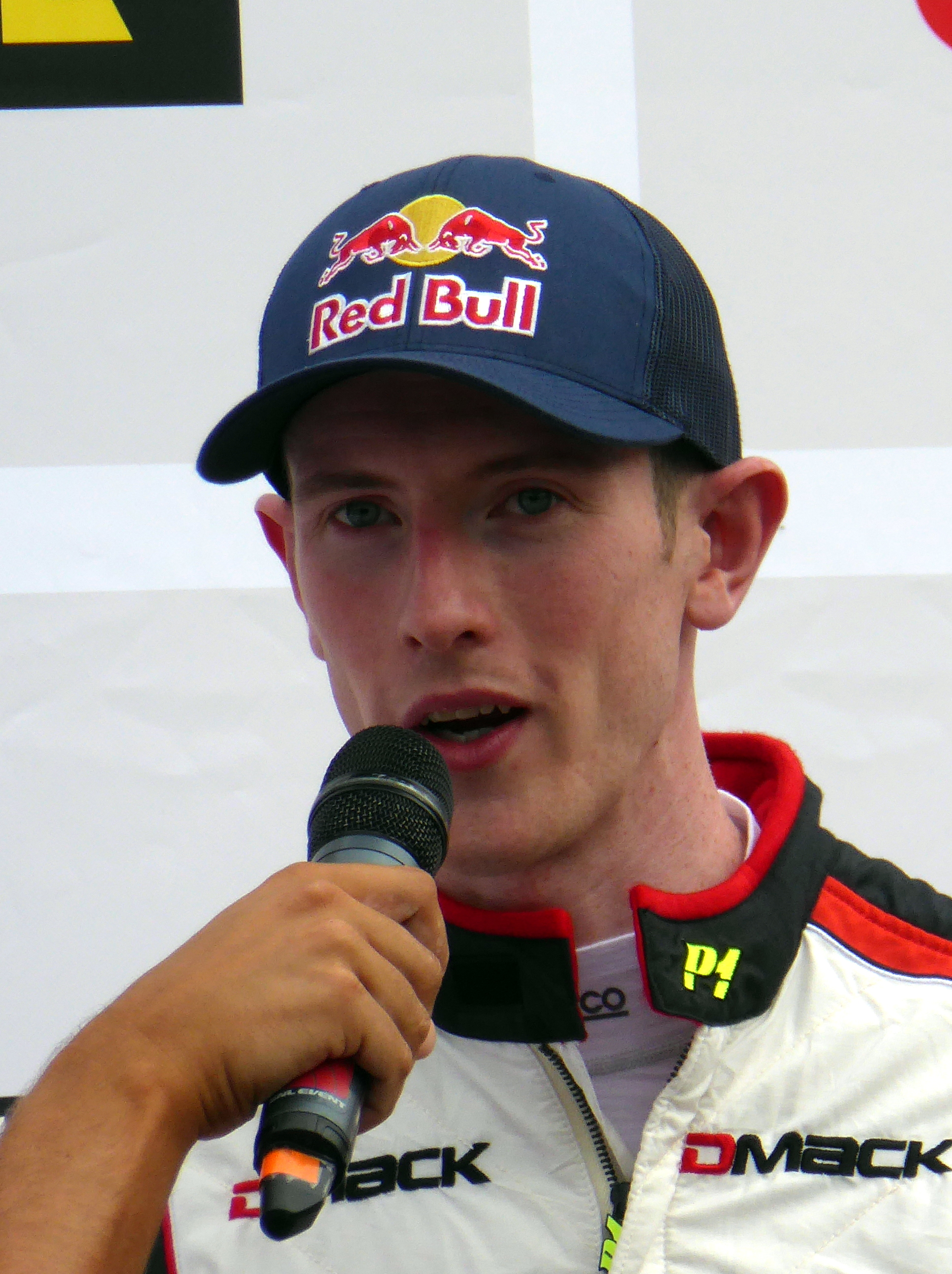
Elfyn Evans vincitore del Rally di Turchia 2020

Il Rally di Turchia 2020, ufficialmente denominato 13th Rally Turkey Marmaris, è stata la quinta prova del campionato del mondo rally 2020 nonché la tredicesima edizione del Rally di Turchia e la nona con valenza mondiale. La manifestazione si è svolta dal 18 al 20 settembre sugli sterrati rocciosi che attraversano le zone costiere della Regione dell'Egeo, nella parte sud-occidentale della Turchia, nel territorio attorno alla città di Marmaris, base principale del rally e sede del parco assistenza.
L'evento è stato vinto dal britannico Elfyn Evans, navigato dal connazionale Scott Martin, al volante di una Toyota Yaris WRC della squadra ufficiale Toyota Gazoo Racing WRT, al loro secondo successo stagionale dopo quello ottenuto in Svezia, davanti alla coppia belga formata dai Thierry Neuville e Nicolas Gilsoul, su Hyundai i20 Coupe WRC del team Hyundai Shell Mobis WRT, e a quella composta dal francese Sébastien Loeb e dal monegasco Daniel Elena, anch'essi su una Hyundai i20 Coupe WRC ufficiale.
Gli svedesi Pontus Tidemand e Patrik Barth, su Škoda Fabia Rally2 Evo della squadra Toksport WRT, hanno invece conquistato il successo nella categoria WRC-2, il secondo stagionale, mentre i polacchi Kajetan Kajetanowicz e Maciej Szczepaniak hanno vinto nella serie WRC-3 anche loro alla guida di una Škoda Fabia Rally2 Evo.

## Dati della prova
| Denominazione ufficiale             | Rally Turkey Marmaris                                                           |
| Edizione N°                         | 13                                                                              |
| Tappa N°                            | 5 di 7                                                                          |
| Data manifestazione                 | da venerdì 18/09/2020 a domenica 20/09/2020                                     |
| Sede ospitante                      | Marmaris (distretto di Marmaris, provincia di Muğla, regione dell'Egeo)         |
| Sede parco assistenza               | Asparan, İçmeler (distretto di Marmaris, provincia di Muğla, regione dell'Egeo) |
| Superficie                          | Terra                                                                           |
| Direttore di gara                   | Murat Kaya                                                                      |
| Iscritti                            | 26                                                                              |
| Partiti                             | 24                                                                              |
| Arrivati                            | 18 (75%)                                                                        |
| Prove speciali                      | 12                                                                              |
| Prova più breve                     | 6,22 km (PS10 e PS12: Marmaris)                                                 |
| Prova più lunga                     | 38,15 km (PS9 e PS11: Çetibeli)                                                 |
| Prova più lenta                     | velocità media di 76,11 km/h (PS4: Datça 1)                                     |
| Prova più veloce                    | velocità media di 110,25 km/h (PS8: Kızlan 2)                                   |
| Lunghezza prove speciali            | 221,34 km (31,3% della distanza totale)                                         |
| Lunghezza complessiva trasferimenti | 492,98 km                                                                       |
| Distanza totale                     | 714,32 km                                                                       |

## Itinerario
| Frazione            | Prova  | Ora    | Nome                                            | Partenza                                        | Arrivo                                          | Lunghezza | Totale    |
| ------------------- | ------ | ------ | ----------------------------------------------- | ----------------------------------------------- | ----------------------------------------------- | --------- | --------- |
| Frazione 1 (18 set) | PS1    | 17:08  | İçmeler                                         | Marmaris                                        | Marmaris                                        | 13,90 km  | 25,22 km  |
| Frazione 1 (18 set) | PS2    | 18:21  | Gökçe                                           | Ula                                             | Ula                                             | 11,32 km  | 25,22 km  |
| Frazione 1 (18 set) |        | 20:06  | Assistenza (flexi) – Asparan, Marmaris (45 min) | Assistenza (flexi) – Asparan, Marmaris (45 min) | Assistenza (flexi) – Asparan, Marmaris (45 min) | –         | 25,22 km  |
|                     |        |        |                                                 |                                                 |                                                 |           |           |
| Frazione 2 (19 set) |        | 07:57  | Assistenza – Asparan, Marmaris (15 min)         | Assistenza – Asparan, Marmaris (15 min)         | Assistenza – Asparan, Marmaris (15 min)         | –         | 107,38 km |
| Frazione 2 (19 set) | PS3    | 08:45  | Yeşilbelde 1                                    | Marmaris                                        | Marmaris                                        | 31,79 km  | 107,38 km |
| Frazione 2 (19 set) | PS4    | 10:08  | Datça 1                                         | Datça                                           | Datça                                           | 8,75 km   | 107,38 km |
| Frazione 2 (19 set) | PS5    | 11:06  | Kızlan 1                                        | Datça                                           | Datça                                           | 13,15 km  | 107,38 km |
| Frazione 2 (19 set) |        | 13:32  | Assistenza – Asparan, Marmaris (40 min)         | Assistenza – Asparan, Marmaris (40 min)         | Assistenza – Asparan, Marmaris (40 min)         | –         | 107,38 km |
| Frazione 2 (19 set) | PS6    | 14:50  | Yeşilbelde 2                                    | Marmaris                                        | Marmaris                                        | 31,79 km  | 107,38 km |
| Frazione 2 (19 set) | PS7    | 16:08  | Datça 2                                         | Datça                                           | Datça                                           | 8,75 km   | 107,38 km |
| Frazione 2 (19 set) | PS8    | 17:06  | Kızlan 2                                        | Datça                                           | Datça                                           | 13,15 km  | 107,38 km |
| Frazione 2 (19 set) |        | 18:27  | Assistenza (flexi) – Asparan, Marmaris (45 min) | Assistenza (flexi) – Asparan, Marmaris (45 min) | Assistenza (flexi) – Asparan, Marmaris (45 min) | –         | 107,38 km |
|                     |        |        |                                                 |                                                 |                                                 |           |           |
| Frazione 3 (20 set) |        | 06:27  | Assistenza – Asparan, Marmaris (15 min)         | Assistenza – Asparan, Marmaris (15 min)         | Assistenza – Asparan, Marmaris (15 min)         | –         | 88,74 km  |
| Frazione 3 (20 set) | PS9    | 07:30  | Çetibeli 1                                      | Marmaris                                        | Ula                                             | 38,15 km  | 88,74 km  |
| Frazione 3 (20 set) | PS10   | 09:08  | Marmaris 1                                      | Marmaris                                        | Marmaris                                        | 6,22 km   | 88,74 km  |
| Frazione 3 (20 set) |        | 09:43  | Assistenza – Asparan, Marmaris (40 min)         | Assistenza – Asparan, Marmaris (40 min)         | Assistenza – Asparan, Marmaris (40 min)         | –         | 88,74 km  |
| Frazione 3 (20 set) | PS11   | 11:10  | Çetibeli 2                                      | Marmaris                                        | Ula                                             | 38,15 km  | 88,74 km  |
| Frazione 3 (20 set) | PS12   | 13:18  | Marmaris 2 (power stage)                        | Marmaris                                        | Marmaris                                        | 6,22 km   | 88,74 km  |
| Totale              | Totale | Totale | Totale                                          | Totale                                          | Totale                                          | Totale    | 221,34 km |

## Risultati

### Classifica
| Pos.     | Nº       | Pilota                  | Copilota               | Auto                   | Squadra                 | Classe      | Tempo     | Distacco   | Punti    |
| Generale | Generale | Generale                | Generale               | Generale               | Generale                | Generale    | Generale  | Generale   | Generale |
| -------- | -------- | ----------------------- | ---------------------- | ---------------------- | ----------------------- | ----------- | --------- | ---------- | -------- |
| 1.       | 33       | Elfyn Evans             | Scott Martin           | Toyota Yaris WRC       | Toyota Gazoo Racing WRT | WRC         | 2h43'02"7 | –          | 27       |
| 2.       | 11       | Thierry Neuville        | Nicolas Gilsoul        | Hyundai i20 Coupe WRC  | Hyundai Shell Mobis WRT | WRC         | 2h43'37"9 | +35"2      | 23       |
| 3.       | 9        | Sébastien Loeb          | Daniel Elena           | Hyundai i20 Coupe WRC  | Hyundai Shell Mobis WRT | WRC         | 2h44'02"1 | +59"4      | 16       |
| 4.       | 69       | Kalle Rovanperä         | Jonne Halttunen        | Toyota Yaris WRC       | Toyota Gazoo Racing WRT | WRC         | 2h45'38"6 | +2'35"9    | 15       |
| 5.       | 44       | Gus Greensmith          | Elliott Edmondson      | Ford Fiesta WRC        | M-Sport Ford WRT        | WRC         | 2h47'11"0 | +4'08"3    | 10       |
| 6.       | 4        | Esapekka Lappi          | Janne Ferm             | Ford Fiesta WRC        | M-Sport Ford WRT        | WRC         | 2h48'38"9 | +5'36"2    | 8        |
| 7.       | 26       | Kajetan Kajetanowicz    | Maciej Szczepaniak     | Škoda Fabia Rally2 Evo | -                       | RC2 / WRC-3 | 2h55'38"2 | +12'35"5   | 6        |
| 8.       | 21       | Pontus Tidemand         | Patrik Barth           | Škoda Fabia Rally2 Evo | Toksport WRT            | RC2 / WRC-2 | 2h56'02"4 | +12'59"7   | 4        |
| 9.       | 22       | Adrien Fourmaux         | Renaud Jamoul          | Ford Fiesta Rally2     | M-Sport Ford WRT        | RC2 / WRC-2 | 2h57'45"3 | +14'42"6   | 2        |
| 10.      | 24       | Marco Bulacia Wilkinson | Marcelo Der Ohannesian | Citroën C3 R5          | -                       | RC2 / WRC-3 | 2h57'49"1 | +14'46"4   | 1        |
| ...      | ...      | ...                     | ...                    | ...                    | ...                     | ...         | ...       | ...        | ...      |
| 17.      | 8        | Ott Tänak               | Martin Järveoja        | Hyundai i20 Coupe WRC  | Hyundai Shell Mobis WRT | WRC         | 3h56'46"0 | +1h13'43"3 | 4        |
| WRC-2    |          |                         |                        |                        |                         |             |           |            |          |
| 1. (8.)  | 21       | Pontus Tidemand         | Patrik Barth           | Škoda Fabia Rally2 Evo | Toksport WRT            | RC2 / WRC-2 | 2h56'02"4 | –          | 25       |
| 2. (9.)  | 22       | Adrien Fourmaux         | Renaud Jamoul          | Ford Fiesta Rally2     | M-Sport Ford WRT        | RC2 / WRC-2 | 2h57'45"3 | +1'42"9    | 18       |
| 3. (18.) | 23       | Eyvind Brynildsen       | Ilka Minor             | Škoda Fabia Rally2 Evo | Toksport WRT            | RC2 / WRC-2 | 4h04'27"1 | +1h08'24"7 | 15       |
| WRC-3    |          |                         |                        |                        |                         |             |           |            |          |
| 1. (7.)  | 26       | Kajetan Kajetanowicz    | Maciej Szczepaniak     | Škoda Fabia Rally2 Evo | -                       | RC2 / WRC-3 | 2h55'38"2 | –          | 25       |
| 2. (10.) | 24       | Marco Bulacia Wilkinson | Marcelo Der Ohannesian | Citroën C3 R5          | -                       | RC2 / WRC-3 | 2h57'49"1 | +2'10"9    | 18       |
| 3. (11.) | 28       | Yağiz Avci              | Onur Vatansever        | Citroën C3 R5          | -                       | RC2 / WRC-3 | 3h02'53"8 | +7'15"6    | 15       |
| 4. (12.) | 31       | Alberto Heller          | Marc Martí             | Ford Fiesta Rally2     | -                       | RC2 / WRC-3 | 3h05'06"1 | +9'27"9    | 12       |
| 5. (13.) | 29       | Burak Cukurova          | Burak Akcay            | Škoda Fabia R5         | -                       | RC2 / WRC-3 | 3h07'50"1 | +12'11"9   | 10       |
| 6. (14.) | 32       | Jan Solans              | Mauro Barreiro         | Ford Fiesta Rally2     | -                       | RC2 / WRC-3 | 3h14'18"2 | +18'40"0   | 8        |
| 7. (15.) | 25       | Emilio Fernández        | Ruben Garcia           | Škoda Fabia Rally2 Evo | -                       | RC2 / WRC-3 | 3h16'55"2 | +21'17"0   | 6        |
| 8. (16.) | 36       | "Pedro"                 | Emanuele Baldaccini    | Ford Fiesta Rally2     | -                       | RC2 / WRC-3 | 3h18'33"2 | +22'55"0   | 4        |

| Principali ritiri | Principali ritiri | Principali ritiri   | Principali ritiri | Principali ritiri     | Principali ritiri       | Principali ritiri | Principali ritiri | Principali ritiri |
| PS                | Nº                | Pilota              | Copilota          | Auto                  | Squadra                 | Classe            | Causa             | Pos.              |
| ----------------- | ----------------- | ------------------- | ----------------- | --------------------- | ----------------------- | ----------------- | ----------------- | ----------------- |
| PS 9              | 3                 | Teemu Suninen       | Jarmo Lehtinen    | Ford Fiesta WRC       | M-Sport Ford WRT        | WRC               | Sospensione       | 6º                |
| PS 9              | 7                 | Pierre-Louis Loubet | Vincent Landais   | Hyundai i20 Coupe WRC | Hyundai 2C Competition  | WRC               | Guasto meccanico  | 9º                |
| PS 11             | 17                | Sébastien Ogier     | Julien Ingrassia  | Toyota Yaris WRC      | Toyota Gazoo Racing WRT | WRC               | Motore            | 3º                |

Legenda
| Icona | Note                                                                                 |
| ----- | ------------------------------------------------------------------------------------ |
| WRC   | Equipaggio di classe WRC che può conquistare punti per il campionato costruttori     |
| WRC   | Equipaggio di classe WRC che non può conquistare punti per il campionato costruttori |
| WRC-2 | Equipaggio registrato al campionato WRC-2                                            |
| WRC-3 | Equipaggio registrato al campionato WRC-3                                            |
| JWRC  | Equipaggio registrato al campionato Junior WRC                                       |
|       | Ulteriori classificazioni                                                            |

### Prove speciali
| Frazione            | Prova | Ora   | Nome                     | Lunghezza | Vincitori                        | Tempo   | Leader del rally                 |
| ------------------- | ----- | ----- | ------------------------ | --------- | -------------------------------- | ------- | -------------------------------- |
| Frazione 1 (18 set) | PS1   | 17:08 | İçmeler                  | 13,90 km  | Thierry Neuville Nicolas Gilsoul | 10'13"1 | Thierry Neuville Nicolas Gilsoul |
| Frazione 1 (18 set) | PS2   | 18:21 | Gökçe                    | 11,32 km  | Sébastien Ogier Julien Ingrassia | 8'34"0  | Sébastien Loeb Daniel Elena      |
|                     |       |       |                          |           |                                  |         |                                  |
| Frazione 2 (19 set) | PS3   | 08:45 | Yeşilbelde 1             | 31,79 km  | Sébastien Ogier Julien Ingrassia | 24'54"2 | Sébastien Ogier Julien Ingrassia |
| Frazione 2 (19 set) | PS4   | 10:08 | Datça 1                  | 8,75 km   | Sébastien Ogier Julien Ingrassia | 6'53"9  | Sébastien Ogier Julien Ingrassia |
| Frazione 2 (19 set) | PS5   | 11:06 | Kızlan 1                 | 13,15 km  | Thierry Neuville Nicolas Gilsoul | 7'10"7  | Sébastien Ogier Julien Ingrassia |
| Frazione 2 (19 set) | PS6   | 14:45 | Yeşilbelde 2             | 31,79 km  | Thierry Neuville Nicolas Gilsoul | 24'41"6 | Thierry Neuville Nicolas Gilsoul |
| Frazione 2 (19 set) | PS7   | 16:08 | Datça 2                  | 8,75 km   | Thierry Neuville Nicolas Gilsoul | 6'52"7  | Thierry Neuville Nicolas Gilsoul |
| Frazione 2 (19 set) | PS8   | 17:06 | Kızlan 2                 | 13,15 km  | Sébastien Loeb Daniel Elena      | 7'09"4  | Thierry Neuville Nicolas Gilsoul |
|                     |       |       |                          |           |                                  |         |                                  |
| Frazione 3 (20 set) | PS9   | 07:30 | Çetibeli 1               | 38,15 km  | Elfyn Evans Scott Martin         | 28'38"9 | Elfyn Evans Scott Martin         |
| Frazione 3 (20 set) | PS10  | 09:08 | Marmaris 1               | 6,22 km   | Thierry Neuville Nicolas Gilsoul | 4'25"5  | Elfyn Evans Scott Martin         |
| Frazione 3 (20 set) | PS11  | 11:10 | Çetibeli 2               | 38,15 km  | Thierry Neuville Nicolas Gilsoul | 27'46"0 | Elfyn Evans Scott Martin         |
| Frazione 3 (20 set) | PS12  | 13:18 | Marmaris 2 (power stage) | 6,22 km   | Thierry Neuville Nicolas Gilsoul | 4'20"4  | Elfyn Evans Scott Martin         |

### Power stage
PS12: Marmaris 2 di 6,22 km, disputatasi domenica 20 settembre 2020 alle ore 13:18 (UTC+3).
| Pos. | No. | Pilota           | Co-pilota       | Auto                  | Classe | Tempo  | Distacco | Punti |
| ---- | --- | ---------------- | --------------- | --------------------- | ------ | ------ | -------- | ----- |
| 1    | 11  | Thierry Neuville | Nicolas Gilsoul | Hyundai i20 Coupe WRC | WRC    | 4'20"4 | –        | 5     |
| 2    | 8   | Ott Tänak        | Martin Järveoja | Hyundai i20 Coupe WRC | WRC    | 4'20"8 | +0"4     | 4     |
| 3    | 69  | Kalle Rovanperä  | Jonne Halttunen | Toyota Yaris WRC      | WRC    | 4'22"1 | +1"7     | 3     |
| 4    | 33  | Elfyn Evans      | Scott Martin    | Toyota Yaris WRC      | WRC    | 4'22"1 | +1"7     | 2     |
| 5    | 9   | Sébastien Loeb   | Daniel Elena    | Hyundai i20 Coupe WRC | WRC    | 4'26"0 | +5"6     | 1     |

## Classifiche mondiali
Classifica piloti
| Pos. | Pos. | Pilota                  | Punti |
| ---- | ---- | ----------------------- | ----- |
| 1    | 1    | Elfyn Evans             | 97    |
| 2    | 1    | Sébastien Ogier         | 79    |
| 3    |      | Ott Tänak               | 70    |
| 4    |      | Kalle Rovanperä         | 70    |
| 5    |      | Thierry Neuville        | 65    |
| 6    | 1    | Esapekka Lappi          | 38    |
| 7    | 1    | Teemu Suninen           | 34    |
| 8    |      | Craig Breen             | 25    |
| 9    | 1    | Sébastien Loeb          | 24    |
| 10   | 2    | Gus Greensmith          | 16    |
| 11   | 2    | Pontus Tidemand         | 12    |
| 12   | 1    | Takamoto Katsuta        | 8     |
| 13   | N    | Kajetan Kajetanowicz    | 6     |
| 14   | 1    | Nikolaj Grjazin         | 6     |
| 15   | 1    | Marco Bulacia Wilkinson | 5     |
| 16   | N    | Adrien Fourmaux         | 2     |
| 17   | 2    | Oliver Solberg          | 2     |
| 18   | 2    | Eric Camilli            | 2     |
| 19   | 2    | Mads Østberg            | 2     |
| 20   | 2    | Jari Huttunen           | 1     |
| 21   | 2    | Ole Christian Veiby     | 1     |

Classifica copiloti
| Pos. | Pos. | Pilota                 | Punti |
| ---- | ---- | ---------------------- | ----- |
| 1    | 1    | Scott Martin           | 97    |
| 2    | 1    | Julien Ingrassia       | 79    |
| 3    |      | Martin Järveoja        | 70    |
| 4    |      | Jonne Halttunen        | 70    |
| 5    |      | Nicolas Gilsoul        | 65    |
| 6    | 1    | Janne Ferm             | 38    |
| 7    | 1    | Jarmo Lehtinen         | 34    |
| 8    |      | Paul Nagle             | 25    |
| 9    | 1    | Daniel Elena           | 24    |
| 10   | 2    | Elliott Edmondson      | 16    |
| 11   | 2    | Patrik Barth           | 12    |
| 12   | 1    | Daniel Barritt         | 8     |
| 13   | N    | Maciej Szczepaniak     | 6     |
| 14   | 1    | Jaroslav Fëdorov       | 6     |
| 15   | 1    | Giovanni Bernacchini   | 4     |
| 16   | N    | Renaud Jamoul          | 2     |
| 17   | 2    | Aaron Johnston         | 2     |
| 18   | 2    | François-Xavier Buresi | 2     |
| 19   | 2    | Torstein Eriksen       | 2     |
| 20   | 2    | Mikko Lukka            | 1     |
| 21   | 2    | Jonas Andersson        | 1     |
| 22   | N    | Marcelo Der Ohannesian | 1     |

Classifica costruttori WRC
| Pos. | Pos. | Squadra                 | Punti |
| ---- | ---- | ----------------------- | ----- |
| 1    |      | Toyota Gazoo Racing WRT | 174   |
| 2    |      | Hyundai Shell Mobis WRT | 165   |
| 3    |      | M-Sport Ford WRT        | 101   |
| 4    |      | Hyundai 2C Competition  | 0     |